# Paweł Stoma
Paweł Stoma (ur. 2 czerwca 1983 w Lublinie) – polski szachista.

## Kariera szachowa
W latach 1993–2001 wielokrotnie uczestniczył w finałach mistrzostw Polski juniorów w różnych kategoriach wiekowych (najlepszy wynik: VI m. w 1995 r. w kategorii do 12 lat), natomiast w 1999 r. był reprezentantem kraju na rozegranych w Oropesa del Mar mistrzostwach świata juniorów do 16 lat. W 2002 r. zdobył w Lubniewicach tytuł drużynowego wicemistrza Polski, w barwach klubu AZS UMCS Lublin. W 2006 r. zajął III m. (za Jewgienijem Szarapowem i Olegiem Poliszczukiem) w międzynarodowych mistrzostwach Małopolski, rozegranych w Krakowie, w 2009 r. zajął III m. (za Marcinem Dziubą i Vidmantasem Mališauskasem) w otwartym turnieju pamięci Jana Zukertorta w Lublinie, natomiast w 2010 r. podzielił II m. (za Piotrem Brodowskim, wspólnie z Wadymem Szyszkinem) w Krynicy-Zdroju.
Najwyższy ranking w dotychczasowej karierze osiągnął 1 października 2015 r., z wynikiem 2365 punktów zajmował wówczas 83. miejsce wśród aktywnych polskich szachistów.